# Lister Meile Fest

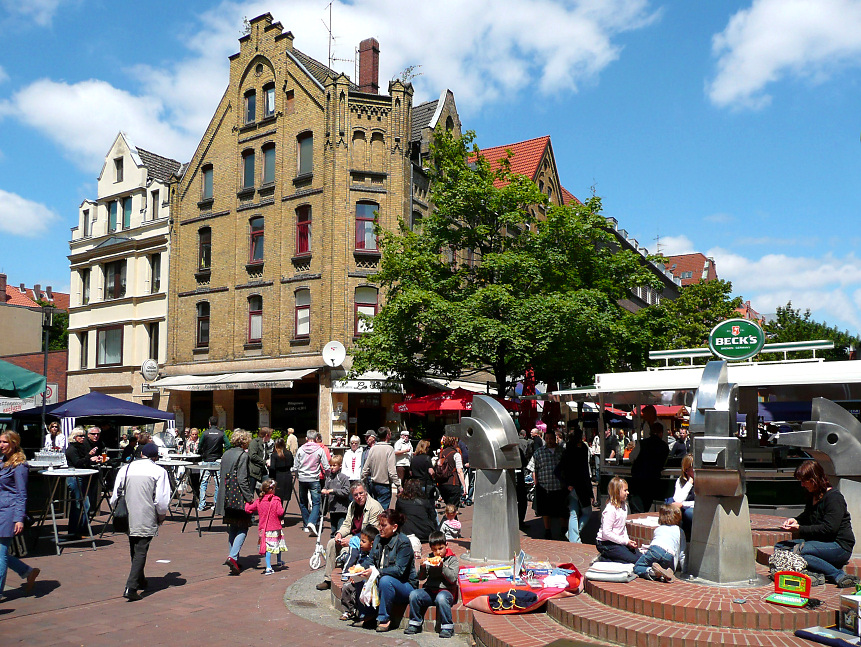
Lister Meile Fest, 2009

Das Lister Meile Fest ist ein dreitägiges Fest in Hannover, das jährlich im Sommer in der Fußgängerzone Lister Meile zwischen dem Lister Platz und dem Weißekreuzplatz stattfindet. Mit bis zu 250.000 Besuchern ist es nach dem Schützenfest und dem Maschseefest das drittgrößte Straßenfest der Stadt.

## Beschreibung
Bei dem Straßenfest auf fast 1000 Meter Länge gibt es ein vielfältiges kulinarisches Angebot mit Speisen und Getränken an Verkaufsständen. Auf mehreren Musikbühnen treten Bands mit unterschiedlichen Musikrichtungen auf. Für Kinder gibt es auf einem eigenen Areal ein Programm, unter anderem mit einer Hüpfburg und Krabbelbereichen. Weitere Angebote sind Theaterbühnen und Fahrgeschäfte wie Karussells.
Die Tradition des Straßenfestes reicht zurück in die frühen 1970er Jahre. Zur Einweihung der Lister Meile, die durch die Verlegung der Stadtbahnlinie unter die Erde zur autofreien Einkaufsstraße wurde, veranstalteten die Anwohner im November 1972 ein Fest. 1974 wurde es von Geschäftsleuten der Lister Meile erneut veranstaltet und wurde in den Folgejahren zum sogenannten „Meilenfest“. Veranstalter ist seither der Verein „Aktion Lister Meile e.V.“, ein Zusammenschluss von Geschäftsleuten mit Läden an der Lister Meile.
2019 hatte das Fest rund 240.000 Besucher. Danach fiel es in den Jahren 2020, 2021 und 2022 wegen der COVID-19-Pandemie aus. 2023 fand es wegen mangelnder Finanzierung nicht statt, da viele Sponsoren die Veranstaltung nach der mehrjährigen Corona-Zeit nicht unterstützen konnten. Nach fünfjähriger Pause wurde es 2024 wieder durchgeführt.